# Манастирца
Манастирица (болг. Манастирица) — село в Болгарии. Находится в Тырговиштской области, входит в общину Попово. Население составляет 12 человек (2022).

## Политическая ситуация
Манастирица подчиняется непосредственно общине и не имеет своего кмета.
Кмет (мэр) общины Попово — Людмил Веселинов (коалиция в составе 2 партий: Федерация Активного Гражданского Общества (ФАГО), Гражданский союз за новую Болгарию (ГСНБ)) по результатам выборов 2007 года в правление общины.

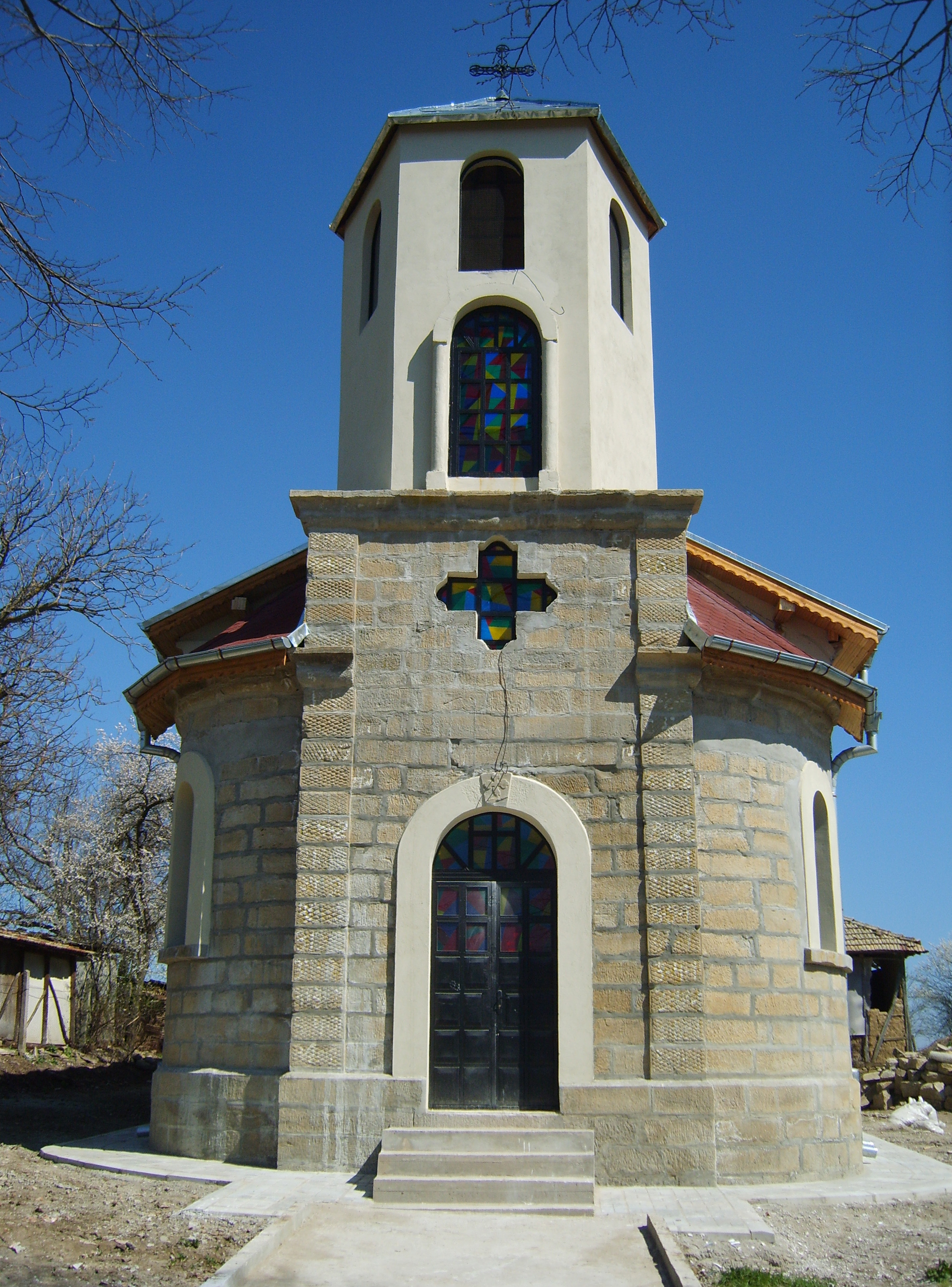
Православный храм в Манастирице